# ميمون حرش
ميمون حرش هو قاص وكاتب مغربي.

## سيرة ذاتية
ولد ميمون حرش في 7 مارس 1963م بمدينة الناظور المغربية، وحصل على شهادة البكالوريا سنة 1983م، وعلى شهادة الإجازة في الأدب العربي سنة 1987م بوجدة، وعلى شهادة امتحان التخرج من المركز التربوي الجهوي بوجدة سنة 1989م. وهو كاتب عام في جمعية جسور للبحث في الثقافة والفنون، ورئيس جمعية باصو للتنمية الثقافية والتضامن الاجتماعي والمحافظة على البيئة، ومستشار في جمعية أصدقاء الأطفال ذوي الاحتياجات الخاصة بالناظور، وعضو اتحاد كتاب المغرب. عمل ميمون حرش أستاذاً لتعليم الثانوي الإعدادي، وحظي بلقب منشط الإعدادية منذ سنة 1991م إلى غاية 2009م، في كل من المؤسستين ابن بطوطة بتمسمان، ومحمد الزرقطوني بأزغنغان في نيابة الناظور، كما كان منسقاً لمادة اللغة العربية لسنوات طوال في هاتين المؤسستين.

## أعماله
ألف العديد من الكتب، من بينها:
- «ريف الحسناء»، تم النشر عام 2012م بواسطة الرباط نت.
- «نجي ليلتي»، عن منشورات المهرجان الثاني للقصة القصيرة جداً في الناظور بالمغرب عام 2013م.
- «النظير»، تم النشر عام 2015م بواسطة الرباط نت.
- «ندوب»، تم النشر عام 2015م بواسطة منشورات جسور في للبحث الثقافة والفنون.
- «وشهد شاهد»، عن مكتبة سلمى الثقافية بتطوان.

كما شارك في كتابة بعض القصص، أبرزها:
- «عطر الفجر» (القصة القصيرة جداً).
- «إشراقات» كِتاب رقمي في القصة القصيرة جداً.
- «جسور» (القصة القصيرة جداً).

## الجوائز
- جائزة مجلة العربي الكويتية سنة 2012م، (الرتبة الثالثة حول نص «النظير»).
- جائزة النور للإبداع العراقية 2014م، (الرتبة الثالثة حول نص «نجمة البحر»).
- الجائزة الأولى حول مقال «لعنة حرف الكاف» بمناسبة اليوم الوطني للمدرس.[3]
- جائزة أفضل مجموعة قصصية قصيرة جداً «ندوب»، منحتها الرابطة العربية للقصة القصيرة بمصر، بمناسبة المهرجان العربي للقصة القصيرة جداً المقام بالناظور، مارس 2016
- جائزة عبد الرحيم مؤذن في مسابقة القصة القصيرة بالقنيطرة -عام 2017(الجائزة الأولى).